# Emerson Moore
Emerson John Moore (New York, 16 maggio 1938 – Center City, 14 settembre 1995) è stato un vescovo cattolico statunitense.

## Biografia
Monsignor Emerson John Moore nacque nel quartiere Harlem di New York il 16 maggio 1938. Crebbe in una famiglia battista. Era figlio di un autista della metropolitana e di un'infermiera ospedaliera.

### Formazione e ministero sacerdotale

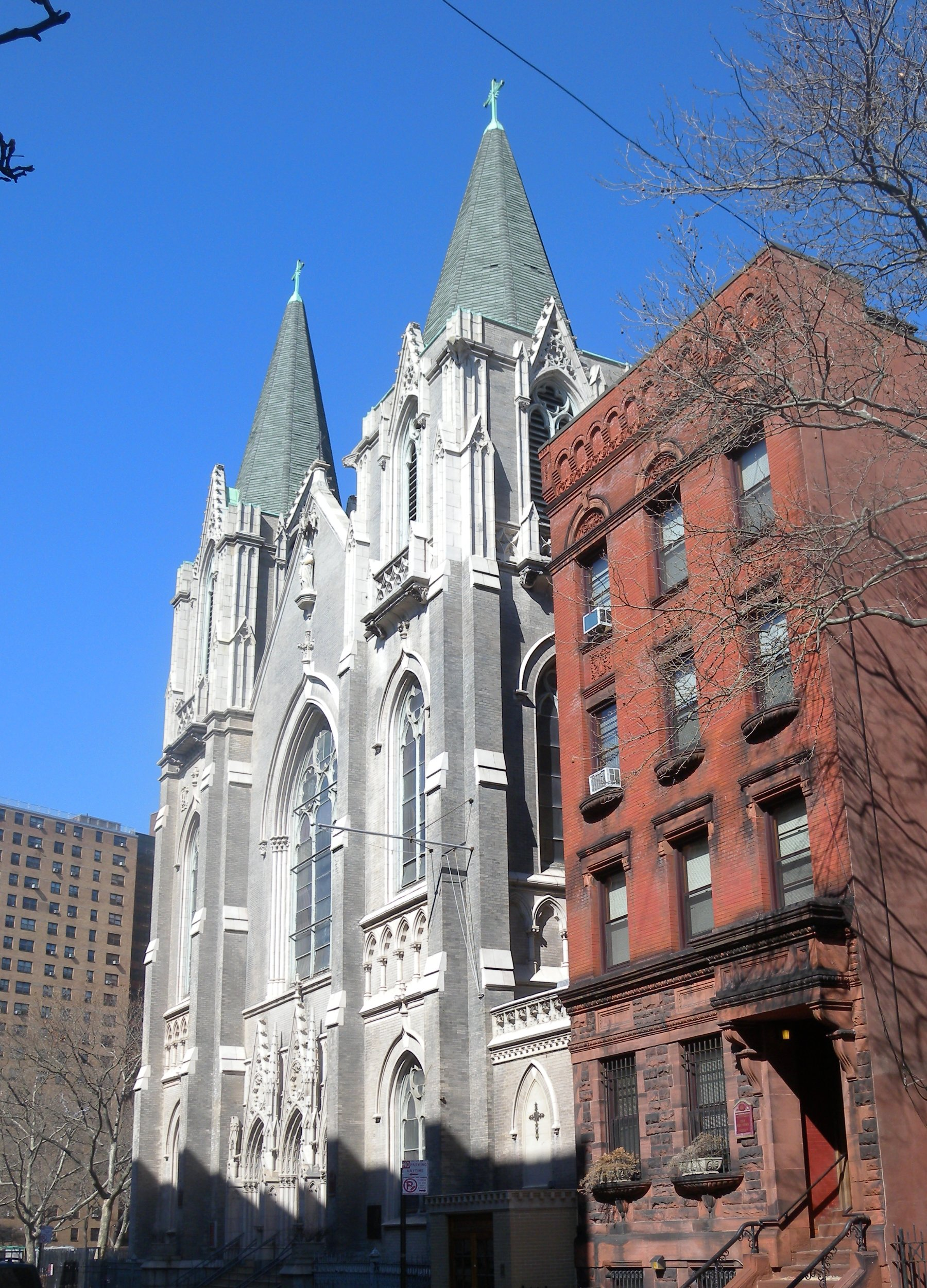
La chiesa di San Carlo Borromeo ad Harlem.

Crebbe nel Bronx dove frequentò la Cardinal Hayes High School. Si convertì al cattolicesimo all'età di 15 anni, nel 1953. Compì gli studi per il sacerdozio al Cathedral College di Brooklyn e al seminario "San Giuseppe" di Yonkers. Conseguì un Master of Social Work presso la Columbia University di New York e un Master of Public Administration presso l'Università di New York.
Il 30 maggio 1964 fu ordinato presbitero per l'arcidiocesi di New York nella cattedrale di San Patrizio dal cardinale Francis Joseph Spellman. Prestò poi servizio come curato della chiesa di Sant'Agostino a Ossining e nella chiesa della Sacra Famiglia a Manhattan. Nel 1967 si unì alla National Black Catholic Clergy Caucus nel descrivere la Chiesa cattolica negli Stati Uniti d'America come "un'istituzione razzista bianca". Nel 1969 divenne direttore del Lt. Joseph P. Kennedy Jr. Memorial Community Center e dell'ufficio centrale di Catholic Charities, entrambi ad Harlem. Inoltre fondò l'ufficio per il ministero dei neri nell'arcidiocesi di New York. Nel 1975 fu nominato parroco della parrocchia di San Carlo Borromeo, conosciuta anche come "cattedrale di Harlem". Una volta fu descritto dal cardinale John Joseph O'Connor come "il predicatore più popolare in città". Il 10 dicembre 1978 fu elevato al rango di monsignore, diventando il primo afroamericano a ricevere questo onore. Nel 1979 accolse papa Giovanni Paolo II ad Harlem. Il pontefice tenne un discorso agli afroamericani nella chiesa di San Carlo Borromeo.

### Ministero episcopale
Il 3 luglio 1982 papa Giovanni Paolo II lo nominò vescovo ausiliare di New York e titolare di Curubi. Ricevette l'ordinazione episcopale l'8 settembre successivo dal cardinale Terence James Cooke, arcivescovo metropolita di New York, coconsacranti l'arcivescovo coadiutore emerito della stessa arcidiocesi John Joseph Maguire e il vescovo ausiliare di New Orleans Harold Robert Perry. Fu il sesto afroamericano a divenire vescovo cattolico negli Stati Uniti d'America e il primo a servire nell'arcidiocesi di New York. Come vescovo ausiliare continuò a svolgere il ruolo di parroco di San Carlo Borromeo fino al 1989. Fu anche vicario episcopale per lo sviluppo sociale, membro del consiglio di Catholic Relief Services, presidente dell'Africa Development Council e membro della commissione dello Stato di New York sull'integrità del governo.
Durante le elezioni presidenziali del 1984 sostenne l'attivista democratico per i diritti civili Jesse Jackson, perché era secondo lui "l'unico che costringeva le persone a guardare a questioni difficili". Quello stesso anno, fu arrestato insieme al commissario David Dinkins durante una protesta contro l'apartheid al di fuori del consolato sudafricano a Manhattan. Nel 1990, fu l'unico vescovo a firmare un appello lanciato da Call to Action che chiedeva importanti riforme nella Chiesa cattolica, tra cui l'ordinazione delle donne e l'abrogazione del celibato ecclesiastico.
Monsignor Moore soffrì di un problema di abuso di sostanze per diversi anni ed era dipendente da alcol e cocaina. Sarebbe scomparso periodicamente dal suo ministero pubblico per curarsi, spesso mancando a eventi e soffrendo di difficoltà finanziarie. Si ammalò anche di AIDS. Non è chiaro tuttavia come abbia contratto la malattia. All'inizio del 1994 entrò nella Hazelden Foundation, un centro per la cura di alcolisti e drogati, sito a Center City, Minnesota, come paziente a lungo termine. Lì morì il 14 settembre 1995 a causa di complicazioni dell'AIDS all'età di 57 anni. L'arcidiocesi di New York, in un comunicato ufficiale dopo la sua morte, disse che il vescovo Moore era morto di "cause naturali di origine sconosciuta". Il cardinale John Joseph O'Connor disse che non poteva discutere delle circostanze della morte di Moore, ma che non si vergognerebbe se uno dei suoi sacerdoti o vescovi avesse l'AIDS.
Al suo funerale nella cattedrale di San Patrizio a New York il cardinale John Joseph O'Connor parlò delle difficoltà che Moore aveva affrontato come vescovo afroamericano nella Chiesa cattolica, dicendo: "Non è sufficiente che un vescovo nero sia ordinariamente intelligente. Ci si aspetta che sia straordinariamente intelligente. Non è sufficiente per lui predicare adeguatamente; deve predicare brillantemente. Non è abbastanza per lui essere educato; deve essere l'essenza della cortesia. Se parla con orgoglio di essere nero, è razzista; se sostiene i diritti civili è una minaccia. Se loda i bianchi, è uno zio Tom. Ci si aspetta che sia un modello di sacerdozio, ma che sia più umano del più debole tra noi. In breve, se non riesce a camminare sull'acqua, è un totale fallimento; se cammina troppo facilmente sull'acqua, ha dimenticato il suo posto". È sepolto nel Saint Raymond's Cemetery del Bronx.

## Genealogia episcopale
La genealogia episcopale è:
- Cardinale Scipione Rebiba
- Cardinale Giulio Antonio Santori
- Cardinale Girolamo Bernerio, O.P.
- Arcivescovo Galeazzo Sanvitale
- Cardinale Ludovico Ludovisi
- Cardinale Luigi Caetani
- Cardinale Ulderico Carpegna
- Cardinale Paluzzo Paluzzi Altieri degli Albertoni
- Papa Benedetto XIII
- Papa Benedetto XIV
- Papa Clemente XIII
- Cardinale Marcantonio Colonna
- Cardinale Giacinto Sigismondo Gerdil, B.
- Cardinale Giulio Maria della Somaglia
- Cardinale Carlo Odescalchi, S.I.
- Cardinale Costantino Patrizi Naro
- Cardinale Lucido Maria Parocchi
- Papa Pio X
- Papa Benedetto XV
- Papa Pio XII
- Cardinale Francis Joseph Spellman
- Cardinale Terence James Cooke
- Vescovo Emerson John Moore